# Cercle des XV
Le Cercle des XV est un groupe d'artistes peintres actif à Bruxelles de 1918 à 1922.

## Historique
Le Cercle des XV a été fondé en 1918 à l'instigation de Paul Colin, directeur de la galerie Georges Giroux. Son intention était de mettre sur pied des expositions d'œuvres des artistes membres ainsi que d'organiser des conférences et des concerts. Ces événements eurent lieu à la galerie Giroux. Le cercle éditait la publication L'Art libre. La vie du cercle fut de courte durée. En effet, le cercle fut dissous en 1922.

## Les membres
Les artistes visuels membres du Cercle des XV furent Jos Albert, Jean Brusselmans, René Capouille, Philibert Cockx, Charles Counhaye, Charles Dehoy, Anne-Pierre de Kat, F.-G. Fontaine, Henri Leroux, Médard Maertens, Willem Paerels, Roger Parent, Fernand Schirren, Léon Spilliaert et Jos Verdegem.